# フォーク・ジャズ
フォーク・ジャズ（Folk jazz）は、伝統的なフォーク・ミュージックとジャズの要素を組み合わせた音楽スタイルであり、通常はリッチな質感の歌が特徴となっている。その起源は、1950年代にさかのぼることができる。当時、ジミー・ジュフリーやトニー・スコットといったアーティストたちが、最初はソリストとしての表現の手段として、フォーク・ミュージックの制作に独自のアプローチを追求していた。
フォーク・ジャズは、1960年代の中盤から後半にかけて最も人気があり、すでに定評のあるフォーク・ミュージシャンの一部が多様な音楽の伝統を自身の作品に取り入れた。また、カウンター・カルチャーを標榜するバンドが、自分たちの作品に実験性と包括性を取り入れたため、すでに人気のあった多くの音楽スタイルが多様化していった。
ボブ・ディランによる1966年の2枚組アルバム『ブロンド・オン・ブロンド』収録の「雨の日の女 (Rainy Day Women #12 & 35)」は、さまざまなアメリカーナの伝統とジャジーなリズムを融合させている。1968年、ヴァン・モリソンはフォーク、ジャズ、ブルース、ソウル、クラシック音楽をミックスした影響力のあるアルバム『アストラル・ウィークス』をリリースした。1969年、ティム・バックリィが『ハッピー・サッド』をリリース。このアルバムでは、フォーク・ベースの曲に非伝統的なジャズの音色を吹き込むことで、初期のジャズの影響、特にマイルス・デイヴィスの影響をほのめかしている。